# Elizabeth Hand
Œuvres principales
- L'Éveil de la Lune
- Images fantômes

Elizabeth Hand, née le 29 mars 1957 à Yonkers dans l'État de New York, est une romancière américaine de science-fiction et de fantasy. En 1995, son roman L'Éveil de la Lune a obtenu le prix James Tiptree, Jr.. Pour ses nouvelles, elle a obtenu deux prix Nebula et quatre prix World Fantasy. En 2018, elle reçoit un prix Inkpot au Comic Con de San Diego, pour l'ensemble de son œuvre.

## Œuvres

### SérieWinterlong
1. (en) Winterlong, 1990
2. (en) Æstival Tide, 1992
3. (en) Icarus Descending, 1993

### UniversX-Files
- The X-Files - Le Film, J'ai lu, 1998 ((en) The X-Files: Fight the Future, 1998)

### UniversStar Wars

#### SérieBoba Fett
1. (en) Boba Fett 3: Maze of Deception, 2003
2. (en) Boba Fett 4: Hunted, 2003
3. (en) Boba Fett 5: A New Threat, 2004
4. (en) Boba Fett 6: Pursuit, 2004

### SérieCassandra Neary
1. Images fantômes, Super 8, 2016 ((en) Generation Loss, 2007)
2. (en) Available Dark, 2012
3. (en) Hard Light, 2016
4. (en) The Book of Lamps and Banners, 2020

### Romans indépendants
- L'Éveil de la Lune, Pocket, 1999 ((en) Waking the Moon, 1995)Prix James Tiptree, Jr. 1995
- L'Armée des douze singes, Denoël, 1996 ((en) 12 Monkeys, 1995)
- (en) Glimmering, 1997
- Le Nouvel Avènement, Payot & Rivages, 1998 ((en) The Frenchman, 1998)
- (en) Black Light, 1999
- L'Ensorceleuse, Librairie des Champs-Élysées, 2007 ((en) Mortal Love, 2004)
- (en) The Bride of Frankenstein: Pandora's Bride, 2007
- (en) Radiant Days, 2012
- (en) Wylding Hall, 2015
- (en) Curious Toys, 2019
- Les Disparus d'Hokuloa, Éditions du Seuil, 2024 ((en) Hokuloa Road, 2022)
- La Colline hantée, Bragelonne, 2024 ((en) A Haunting on the Hill, 2023), trad. Claude Mamier, 384 p.  (ISBN 979-10-281-1468-8)

### Recueils de nouvelles
- (en) Last Summer at Mars Hill, 1997
- (en) Bibliomancy, 2003
- (en) Saffron and Brimstone: Strange Stories, 2006
- (en) Errantry: Strange Stories, 2012
- (en) The Best of Elizabeth Hand, 2021

### Nouvelles
- Neige à Sugar Mountain, 2003 ((en) Snow on Sugar Mountain, 1991)
- Au mois d'Athyr, 2002 ((en) In the Month of Athyr, 1992)
- Le Roi des aulnes, 2002 ((en) The Erl-King, 1993)
- Dernier été à Mars Hill, 2008 ((en) Last Summer at Mars Hill, 1994)Prix Nebula du meilleur roman court 1995 et prix World Fantasy du meilleur roman court 1995
- Cleopatra Brimstone, 2004 ((en) Cleopatra Brimstone, 2001)
- Écho, 2007 ((en) Echo, 2005)Prix Nebula de la meilleure nouvelle courte 2006